# Język tiw
Język tiw – język z grupy nigero-kongijskiej, klasyfikowany w obrębie języków bantuidalnych w podgrupie benue-kongijskiej. Jest używany przez ponad 6 milionów ludzi w Nigerii (głównie w stanie Benue) oraz w mniejszym zakresie w Kamerunie. Jest to język ojczysty ludu Tiw.